# Altezza della x
In tipografia, altezza della x, dimensione del corpo, parte mediana o occhio medio è un termine che si riferisce alla distanza esistente in un carattere tipografico tra la linea di base e la linea mediana. In genere corrisponde all'altezza della lettera x del carattere (è da ciò che trae origine la terminologia) in quanto le altre lettere presentano generalmente correzioni ottiche che ne aumentano le dimensioni.
Le lettere minuscole la cui altezza è maggiore dell'altezza della x possono avere un tratto discendente che si estende oltre la linea di base, come nel caso di y, g, q, p e j, o un tratto ascendente che si estende oltre la parte mediana, come nel caso di l, t, k, b, h e d. La misura della dimensione del corpo tipografico è una delle caratteristiche più importanti per definire l'aspetto del carattere.
L'altezza della x di un dato carattere viene denominata una ex di questo carattere allo stesso modo in cui la larghezza corrispondente a quella di una M è denominata una em e quella di una N una en.